# Helga Radtke
Helga Radtke (República Federal Alemana, 16 de mayo de 1962) es una atleta alemana retirada especializada en la prueba de salto de longitud, en la que ha conseguido ser medallista de bronce europea en 1990.

## Carrera deportiva
En el Campeonato Europeo de Atletismo de 1990 ganó la medalla de bronce en el salto de longitud, llegando hasta los 6.94 metros, siendo superada por su compatriota Heike Drechsler (oro con 7.30 m) y por la rumana Marieta Ilcu (plata con 7.02 metros).